# Poly- en perfluoralkylstoffen

Perfluoroctaanzuur, een voorbeeld van een PFAS

Poly- en perfluoralkylstoffen (vaak afgekort als PFAS) is een verzamelnaam voor meer dan 6000 stoffen waarin onder andere een combinatie van fluorverbindingen en alkylgroepen voorkomt. Stoffen die tot deze groep behoren zijn onder andere perfluoroctaanzuur (PFOA of C8) en perfluoroctaansulfonaat (PFOS). PFAS in polymere vorm bevinden zich in alledaagse producten zoals kleding, fastfood-verpakkingen, anti-aanbakpannen en in AFFF-blusschuim. Ook veel pesticiden bevatten PFAS. Bronnen van PFAS zijn afvalstoffen die ontstaan bij de toepassing van de GenX-techniek. Deze bevinden zich in het afvalwater dat wordt geloosd. Een product van de GenX-techniek is teflon (polytetrafluoretheen), dat toegepast wordt als antiaanbaklaag in pannen.
Deze stoffen worden bestudeerd in de organofluorchemie en komen in de natuur niet voor. Ze kunnen zich ophopen in organismen en enkele PFAS zijn mogelijk kankerverwekkend. Ingenieurs- en adviesbureau Sweco publiceerde 25 november 2019 een zogenaamde hittekaart van 396 sterk verontreinigde locaties in Nederland. Het bureau pleit voor beperking van de productie.

Effecten van de blootstelling aan pfas op het menselijk lichaam

## Ontstaan
In 1938 ontdekte de jonge chemicus Roy Plunkett van het Amerikaanse chemisch bedrijf DuPont, terwijl hij op zoek was naar een nieuw soort koelvloeistof, bij toeval een chemische verbinding in poedervorm, die bestand bleek tegen hitte, water, vet en vuil. Omdat hij werkte met het gas TFE en dit na afkoeling was overgegaan in vaste stof, kreeg de aldus ontstane stof de naam poly-TFE ofwel PTFE (merknaam Teflon). Na proeven bleek de stof bij verhitting thermoplastisch te worden, en als de stof tot roodgloeiend werd verhit, te verdampen. Bij verbranding bleek er geen residu over te blijven, terwijl de ontledingsproducten glas etsten.
De PTFE bestond bij de ontdekking ervan uit twee koolstofatomen die samen verbonden zijn met vier fluoratomen. Doordat de koolstofatomen elk vier verbindingen kunnen aangaan kunnen onder de juiste omstandigheden ketens van meer moleculen ontstaan. Wanneer een keten met het uiteinde wordt gekoppeld aan bijvoorbeeld een koolwaterstofmolecuul, heeft het aldus ontstane materiaal specifieke eigenschappen, zoals afstoting van vet en water. Het materiaal bleek meer toepassingsmogelijkheden te hebben, zoals een antiaanbaklaag voor pannen. DuPont patenteerde het product in 1942. Doordat er talloze varianten mogelijk zijn, werden er in de loop van de tijd ruim 6000 varianten geproduceerd.

## Afbreekbaarheid
Aanvankelijk werd vastgesteld dat de PFAS-stoffen niet of nauwelijks afbreekbaar waren en voor eeuwig in het milieu aanwezig zouden blijven, vandaar de benaming forever chemicals. In 2019 werd op de Princeton-universiteit ontdekt dat Acidimicrobium bacterium A6, een grondbacterie, PFAS kan afbreken. In 2021 werd ook in Nederland ook onderzoek gedaan naar bacteriën die PFAS in de bodem kunnen afbreken. Deze bacteriële afbraak is echter nog in grote mate experimenteel. Onderzoeker Peter Jaffé waarschuwde in 2021 “dat er nog meer onderzoek nodig is om te komen tot een bruikbare behandeling voor vervuild water of vervuilde grond”.
Een eerder door Nederland, Duitsland, Denemarken, Zweden en Noorwegen op Europees niveau geformuleerd voorstel om alle PFAS (op uitzonderingen na) te gaan verbieden, kreeg op 4 oktober 2021 bijval vanuit de Belgische regering.
Het is ook mogelijk PFAS op actieve kool te adsorberen en dan bij hoge temperatuur van meer dan 1100 graden Celsius te verbranden. Praktisch is dit lastig uitvoerbaar, daar de meeste verbrandingsinstallaties die temperatuur niet kunnen bereiken.
In 2022 werd in Science bekendgemaakt dat Chinese en Amerikaanse onderzoekers een methode hadden ontwikkeld om in een laboratorium op vrij eenvoudige wijze PFAS af te breken tot onschadelijke elementen. Deze methode maakt het mogelijk op grote schaal PFAS af te breken, in tegenstelling tot voorgaande methoden. In de praktijk bleek de methode echter niet toepasbaar voor zuivering van vervuild water of vervuilde bodem.
Op de meest vervuilde plaats van Nederland, Doetinchem, werd de verontreinigde grond boven de 1000 graden gebakken. Er resteerden 50.000 PFAS-vrije bakstenen. Het productieproces biedt hoop als aanpak voor de PFAS-verontreiniging. Twintig kuub vervuilde klei werd door de firma Claybens uit Doetinchem gehaald en er werden bakstenen van gemaakt. 50.000 stuks, goed voor 8 woningen. Door de verhitting van de klei brak ook de PFAS af.
Medio 2025 kondigde de Belgische firma Haemers technologies aan dat ze PFAS uit vervuilde grond kan omzetten in gas om dit vervolgens te verbranden en zodoende herbruikbare grond over te houden. De zuiveringkosten zouden niet duurder zijn dan klassiek afgraven met gecontroleerde opslag.

## Nederland

### Tijdelijk Handelingskader PFAS in Nederland
Op 8 juli 2019 introduceerde staatssecretaris Stientje van Veldhoven van Infrastructuur en Waterstaat een Tijdelijk Handelingskader PFAS. Dit schrijft voor dat één kilo droge grond maximaal 0,1 microgram PFAS mag bevatten. Grond waarvan wordt vermoed dat deze verontreinigd is, moet worden onderzocht.
Doordat veelal onduidelijk is waar zich verontreinigingen bevinden en door de brede toepassing van PFAS, kregen veel infrastructuur-, bagger- en bouwprojecten met de regeling te maken, ook als ze al in de plannings- of uitvoeringsfase waren. De financiele gevolgen werden geschat op 800 tot 900 miljoen euro. Het kabinet kondigde op 29 oktober 2019 aan het besluit van de staatssecretaris weer te versoepelen per 1 december 2019. Het RIVM hanteert een ruim 30x soepeler norm dan de staatssecretaris, waardoor er politieke ruimte voor onderhandeling bestaat. Ook Nederlandse gemeenten wachtten niet op de staatssecretaris en gaan zelfstandig ruimere normen hanteren.

### Productie
Minister Cora van Nieuwenhuizen had in mei 2019 nog een vergunning verleend aan de fabriek van Chemours in Dordrecht om jaarlijks 5 kilo GenX en 2 kilo PFOA te blijven lozen in de rivier de Merwede.
De Tweede Kamer ging mee met de vergunningverlening door steun van de SGP aan de regering. Chemours zette de productie van DuPont voort.
Ook de gemeente Helmond deed in 2017 ervaring op met de problematiek. Een daar gevestigde leverancier van Chemours, Custom Powders, heeft de bodem in de gemeente sterk verontreinigd. Zodoende had de gemeente haar PFAS-verontreiniging goed in kaart gebracht en kon ze in 2019 als eerste gemeentelijk beleid afkondigen.

### Normering
De vergunningverlening door de Minister om jaarlijks 7 kilo te lozen in de Merwede staat in contrast met het beleid van haar staatssecretaris Van Veldhoven:
Als je het kunt meten moet je het verbieden.
Haar norm lag zodoende 500.000 keer lager dan die van met PFAS vervuilde grond. Gelet op de tegenstellingen over de normering nemen enkele gemeenten met Helmond als eerste het voortouw en ontwikkelen eigen tijdelijke normen. Deskundigen pleiten in november 2019 dan ook voor een 50 tot 100 keer soepeler norm. Gemeentes ontwikkelden hun eigen normering. Zo ligt die in de Achterhoek sinds 9 november 2019 30 keer hoger dan die van de landelijke overheid. De provincie Noord-Holland bepaalde de norm als eerste provincie op 1,5 microgram per kilo droge grond. Op 28 november lekte uit dat het kabinet de norm zou optrekken naar 0,8 microgram per kilo droge grond. Dit is een achtvoudige verhoging, maar is volgens velen nog veel te laag. Op 2 juli 2020 verhoogde de staatssecretaris de norm nog verder naar 1,4 en schakelde de termen grond en bagger gelijk, dit tot opluchting van de sector.
Op 19 december 2019 bracht het kabinet naar buiten dat het werkt aan een Europees verbod dat de toepassing van PFAS-stoffen beperkt tot de hoogst noodzakelijke toepassingen. Intussen kan de productie in Nederland doorgang vinden. Op 26 oktober 2021 bleek uit een groot opgezet onderzoek dat PFAS ook in het afvalwater van huishoudens zit.
Het RIVM maakte in 2023 bekend dat Nederlanders te veel PFAS via voedsel en drinkwater binnenkrijgen.

### Drinkwater
Uit onderzoek van het RIVM en Oasen blijkt dat PFAS-stoffen voorkomen in het drinkwater. Een risicoanalyse van het RIVM, "Risicoduiding en vóórkomen van FRD-903 in drinkwater", laat zien dat deze stoffen voorkomen in het Nederlandse drinkwater. Oasen gebruikt op kleine schaal membraanzuivering, wat alle PFAS-achtige stoffen uit het water haalt. Alle zuiveringsinstallaties met deze techniek uitrusten, is erg kostbaar: dit zou alleen voor Oasen al tientallen miljoenen euro's kosten. Via huidcontact en inademing van damp bij baden en douchen van met door PFAS verontreinigd leidingwater komt ook PFAS het menselijk lichaam binnen. De hoeveelheden liggen echter zeer laag en ruimschoots onder de norm.
DuPont heeft in 2019 een overname gedaan om deze zuiveringssystemen te kunnen verkopen. Deze zuiveringssystemen kosten veel geld en worden verkocht door DuPont, het bedrijf dat de vervuiling mede heeft veroorzaakt, en sinds 1960 wist van de risico's in zoogdieren.
Oasen stapte naar de rechter om verdere lozing van PFAS-achtige stoffen te voorkomen. In hoger beroep heeft Chemours (voorheen DuPont, nu afgesplitst van DuPont) de rechtszaak echter gewonnen. De woordvoerder van Oasen zei hierover: "We vinden het onwenselijk dat dit soort stoffen in het milieu terechtkomen [...] daarom de laatste jaren veel actie gevoerd, onder andere met een rechtszaak, wat er uiteindelijk toe heeft geleid dat de vergunning van deze fabriek is teruggebracht naar een minimale hoeveelheid uitstoot van – in dit geval – GenX."

## België
In België kwam het PFAS-probleem in 2021 hoog op politieke agenda door de bij werken aan de Oosterweelverbinding ontdekte vervuiling 15 km rond Zwijndrecht door 3M. Voordien werd in de Vlaamse media enkel bericht over voorbereidende studies van OVAM voor een normering. OVAM is in de Vlaamse Ministerraad uitleg moeten komen geven. OVAM heeft in 2018 wel een studie uitgebracht.
De Vlaamse Regering heeft beperkingen opgelegd aan de consumptie van eieren en groenten van 1½, 5 en 10 km rond de site. en een grootschalig bloedonderzoek van de bevolking is aangekondigd volgens advies van toxicoloog Jan Tytgat. Lantis en 3M hebben een dading afgesloten die elke rechtszaak uitsluit op de gronden van de Oosterweelwerf. 3M zou gedreigd hebben om de fabriek te sluiten. De vorige intendant van de werf Oosterweel schat dat 3M 500 tot 600 miljoen euro zal moeten betalen voor sanering.
Vlaams Minister Zuhal Demir heeft prof. Karl Vrancken van VITO en de Universiteit Antwerpen aangesteld om het probleem gedurende een jaar te onderzoeken met een eerste verslag na drie maanden en stelde het Vlaams Parlement voor om een parlementaire onderzoekscommissie op te richten. De Vlaamse overheid heeft informatie op een website geplaatst. De Vlaamse regering was in 2017 op de hoogte, maar de burgemeester van Zwijndrecht niet. Een speciale gemeenteraad ondervraagt of de burgemeester van Antwerpen Bart De Wever op de hoogte was. Toenmalig Vlaams Minister Ben Weyts raamde in 2017 de kosten van sanering op 30 to 50 miljoen euro. OVAM had in 2017 een persbericht voorbereid, maar toenmalig Vlaams Minister Joke Schauvlieghe stuurde dit niet uit. OVAM stelt dat dit een beslissing van de minister was.
In 2021 werd in bodemmonsters tot 17 µg PFOS per kg droge aarde gemeten. Stemmen gaan op om de werken ondanks de vervuiling voort te zetten. Prof Tytgat stelt voor om alle vervuilde grond op de site van 3M op te hopen.
Ook het water van de Schelde zou meer PFOS bevatten dan toegelaten.
In Mechelen is mogelijke vervuiling door een gelijkaardige fabriek Chemours op de politieke agenda geplaatst.
In Mechelen, Willebroek en Kleine Brogel zijn normen overschreden. Het PFOS zat in brandblusschuim waarmee de brandweer oefende en daarom zijn alle omgevingen van brandweerkazernes mogelijk vervuild. In Mechelen is met dranghekken een perimeter van 100 m rond de brandweerkazerne ingesteld. De Vlaamse Regering kondigde in juni 2021 maatregelen af rond alle oefenterreinen van de brandweer.
In juli 2022 bleek PFAS aanwezig op 200 meetpunten in het ondiepe grondwater. In dezelfde maand bereikte de Vlaamse regering een akkoord met 3M, waarbij het bedrijf 571 miljoen euro uittrekt voor PFAS-sanering rond de fabriekssite in Zwijndrecht. De Vlaamse overheid werkte "Actuele no regret" zones uit. De kaart ervan op www.geopunt.be geeft de afgebakende zones weer waar actuele no regret-maatregelen gelden. Het Agentschap Zorg en Gezondheid (= AZG = het huidige "Departement Zorg" na de fusie d.d. 1 juni 2023 met het "Departement Welzijn, Volksgezondheid en Gezin" (= Departement WVG)) gaf op19/06/2021 het advies aan de lokale besturen om op en rond alle geïnventariseerde zones preventieve maatregelen af te kondigen. Naarmate de onderzoeken vorderen en analyseresultaten beschikbaar komen, worden deze preventieve maatregelen aangepast of verstrengd: er worden bijgevolg “locatie specifieke maatregelen” voorgesteld. Indien screening of verkennend bodemonderzoek heeft geleid tot de conclusie dat er geen PFAS-risico uitgaat van de geïnventariseerde bron dan worden deze preventieve maatregelen opgeheven.

### Drinkwater
Ook in België werden volgens een rapport van de Vlaamse Milieumaatschappij uit 2022 PFAS-sporen teruggevonden in het drinkwater. Alle genomen stalen bleven onder de Europese norm van 100 nanogram per liter, maar niet onder de strengere norm van het Europees Voedselagentschap à 4 nanogram, die soms overschreden werd.

## Europa
Zweden en Duitsland zijn langer bezig met maatregelen tegen PFAS. Zo hebben deze landen een voorstel gedaan om 200 soorten PFAS te verbieden op Europees niveau. De aanleiding was dat PFAS in het drinkwater is aangetroffen.
Verschillende Noord- en West-Europese landen hebben een EU-strategie voorgesteld tot het beperken of uitfaseren van PFAS op Europees niveau. In Denemarken is sinds juli 2020 een verbod op PFAS in voedselverpakkingen van kracht. In de zakjes voor frietjes van McDonald's in Denemarken werd bij onderzoek geen PFAS aangetroffen, terwijl dezelfde producten in andere Europese landen nog wel PFAS bevatten.
De Internationale Ski Federatie FIS verbiedt sinds 2020 PFAS-houdende skiwas.
Volgens het Pesticide Action Network Europe is het gebruik van chemicaliën met PFAS sedert 2014 sterk toegenomen in de EU, waardoor consumenten ook via hun voeding – groenten en fruit – steeds vaker blootgesteld worden aan PFAS. België, Nederland, Oostenrijk, Spanje, Portugal en Griekenland horen bij de landen met de hoogste concentraties.

### Toekomstig verbod PFAS in Europa
In 2019 verzocht de Europese Raad aan de Europese Commissie een actieplan te op te stellen om alle niet-essentiële toepassingen van PFAS uit te bannen vanwege het toenemende bewijs voor schadelijke effecten veroorzaakt door blootstelling aan deze stoffen, het bewijs voor het wijdverbreid voorkomen van PFAS in water, grond, artikelen en afval en de bedreiging die dit kan vormen voor het drinkwater. Op initiatief van Duitsland en Nederland hebben deze landen samen met Denemarken, Noorwegen en Zweden een zogenoemd restrictievoorstel ingediend op basis van de REACH-verordening om te komen tot een Europees verbod op productie, gebruik, verkoop en import van PFAS. Het voorstel stelt dat een verbod nodig is voor alle gebruik van PFAS, met voor verschillende toepassingen wel verschillende termijnen waarop het verbod ingaat (direct na van kracht worden van de restrictie, 5 jaar daarna of 12 jaar daarna), afhankelijk van de functie en de beschikbaarheid van alternatieven. Het voorstel heeft de toepassing van PFAS in medicijnen, gewasbeschermingsmiddelen en biociden niet beoordeeld omdat voor die stoffen specifieke regelgeving geldt (Biocidenverordening, Gewasbeschermingsmiddelenverordening, Geneesmiddelenverordening) die een expliciete autorisatieprocedure kennen die ziet op risico voor gezondheid en milieu.
Het voorstel is op 13 januari 2023 ingediend en op 7 februari van datzelfde jaar gepubliceerd door het Europees Agentschap voor chemische stoffen (ECHA). Van 22 maart tot 21 september 2023 kunnen burgers, bedrijven en andere organisaties commentaar geven op het voorstel gedurende een openbare raadpleging. Op basis van de informatie in het restrictievoorstel en de raadpleging geven twee comités van ECHA een advies over respectievelijk het risico en de sociaaleconomische aspecten van de voorgestelde restrictie. Binnen een jaar na publicatie worden de adviezen naar de Europese Commissie gestuurd, die vervolgens een definitief voorstel maakt dat ter discussie en besluitvorming wordt voorgelegd aan de EU-lidstaten. Anderhalf jaar na de publicatie van het besluit over de restrictie zal het verbod ingaan. Uiteraard kan de restrictie straks afwijken van het voorstel.

## Verenigde Staten

### Onderzoek
In mei 2021 werd bekend dat het 'PFAS regent' in Ohio, waar in het voorjaar grote hoeveelheden giftige PFAS op het gebied neerdaalden via regenbuien. De ruwe data van van het Amerikaanse Environmental Protection Agency en Canadese onderzoeksverband van het Integrated Atmospheric Deposition Network (IADN), gaven daarmee aan dat de vervuiling met PFAS ook via de lucht kan plaatsvinden. Regenwater bevatte in april 1,000 delen-per-biljoen (ppt) PFAS. Opvallend was dat de meeste PFAS-verbindingen in de monsters verbindingen met een korte keten waren, die producenten bij voorkeur inzetten als een alternatief voor eerdere varianten met langere chemische ketens, zoals PFOS en PFOA. Deze werden in de VS uitgefaseerd onder druk van wetgeving, maar worden buiten de VS nog steeds geproduceerd. De monsters toonden aanzienlijke hoeveelheden van 6:2, 8:2 en 10:2 FTCAs, of fluortelomeer carbonzuren. Dit type vindt vaak toepassingen in een industriële context of als vetvrij middel op voedselverpakkingen. Daarmee is het effect van de wetgeving terug te zien in het beeld van de veranderende omgevingsvervuiling, alsook het aandeel van de rol van consumentenproducten in de omgevingsvervuiling. Door de verspreiding via regen hoopt de PFAS zich op in het oppervlaktewater en de bodem, en de organismen die daarin leven.

### Uitfaseren van een aantal verbindingen
In de Verenigde Staten hebben overheid en industrie in 2006 afgesproken tot uitfasering te komen van een aantal van deze fluor-koolstof-verbindingen. Het doel was in 2015 deze productie volledig te hebben stopgezet. Er worden aldaar nog duizenden rechtszaken gevoerd over eerdere lekkages en gebruik van dit soort stoffen. DuPont trof in 2017 een schikking van 671 miljoen dollar.

### Verfilming van de toxicologische problemen
In 2018 werd een documentaire uitgebracht met de naam The Devil We Know over de zaak van DuPont in West-Virginia.
In november 2019 verscheen de film Dark Waters, die een beeld geeft van de toxicologische problemen van PFAS.

### Schikking in de Verenigde Staten door 3M
In juni 2023 besloot de firma 3M voor 10 miljard dollar te schikken in de Verenigde Staten met een aantal getroffen dorpen en steden. Drie andere producenten Chemours, DuPont en Corteva maakten gelijktijdig bekend te hebben geschikt voor 1,2 miljard dollar.